# Podkotlice
Podkotlice – kolonia część kolonii Zawalów-Kolonia w Polsce, położona w województwie lubelskim, w powiecie zamojskim, w gminie Miączyn. Wchodzi w skład sołectwa Zawalów-Kolonia gminy Miączyn.
W latach 1975–1998 kolonia administracyjnie należała do województwa zamojskiego.